# Álvaro Augusto Pegado de Sousa Pinto Barroso
Álvaro Augusto Pegado de Sousa Pinto Barroso (Vila Flor, Roios, 9 de abril de 1862 - Travanca, 12 de dezembro de 1953) foi um político português.

## Família
Filho de António Alexandre de Sousa Pinto Barroso (Vila Flor, Roios - ?), 5.º e último Senhor do Morgado de Quintas e 9.º e último Administrador do Morgado de Santo António de Mascarenhas, Bacharel em Direito pela Faculdade de Direito da Universidade de Coimbra, Juiz em Vila Flor, e de sua mulher Maria Amália Gomes de Magalhães Pegado (Vila Flor, Roios, Casa de Roios - ?), sobrinha-neta do 1.º Visconde de Seabra.

## Biografia
Senhor da Casa dos Barrosos de Travanca, de Roios, foi Governador Civil do Distrito de Bragança em 1907.

## Casamento e descendência
Casou em Bragança, Calvelhe a 21 de Dezembro de 1883 com Ana Augusta Reimão de Meneses Falcão e Silva (? - Bragança, Calvelhe, 1899), Senhora da Casa e Quinta de Calvelhe e da Casa e Quinta e Vale da Porca, em Vilariça, filha de Amador José de Sousa e Silva (? - 1916), Senhor da Casa de Calvelhe, e de sua mulher Fábia Germana Reimão de Meneses Falcão (? - 25 de Outubro de 1901), Senhora da Casa e Quinta de Vale da Porca e de Lodões, em Vilariça, com geração.